# Liriomyza nietzkei
Liriomyza nietzkei är en tvåvingeart som beskrevs av Spencer 1973. Liriomyza nietzkei ingår i släktet Liriomyza och familjen minerarflugor.
Artens utbredningsområde är Tyskland. Inga underarter finns listade i Catalogue of Life.